# Jeanne Crassous
Pour les articles homonymes, voir Crassous.
Jeanne Crassous est une chimiste française spécialiste de la chimie organique, et plus spécifiquement de chiralité. Elle dirige ses recherches à l'Institut des sciences chimiques de Rennes de l'université de Rennes. En 2023, elle reçoit la médaille d'argent du CNRS.

## Biographie
Née en Lorraine de parents immigrés italiens, Jeanne Crassous entre à l'École normale supérieure de Lyon en 1989. Elle y obtient une agrégation de chimie en 1996, puis y soutient sa thèse de doctorat « Synthèse des énantiomères du bromochlorofluorométhane et détermination de leur configuration absolue par modélisation moléculaire et activité optique Raman » sous la direction d'André Collet, son mentor. En 2005, elle obtient son habilitation universitaire. Elle rejoint François Diederich (en) à l'École polytechnique fédérale de Zurich en Suisse à l'occasion de son stage post-doctoral.
En 1998, elle entre au CNRS à l'École normale supérieure de Lyon. En 2005, elle est nommée chercheuse à l'université Rennes-I. En 2010, elle est nommée directrice de recherche à l'Institut des sciences chimiques de Rennes de l'Université de Rennes et en 2023, elle reçoit la médaille d'argent du CNRS,.

## Travaux

Concept de chiralité des molécules : une molécule chirale n'est pas superposable à son image dans un miroir, de la même façon qu'une main droite n'est pas superposable à une main gauche.

Ses recherches portent sur la chiralité, des paires de molécules constituées des mêmes atomes, mais dont la structure 3D est l’image miroir l’une de l’autre. Elle étudie particulièrement les hélicènes, des molécules en forme d'hélice qui interagissent avec la lumière. En combinant les hélices avec des métaux eux-aussi chiraux, Jeanne Crassous a réussi à obtenir des molécules phosphorescentes, qui émettent de la lumière polarisée pendant un temps particulièrement long. Ces travaux visent à développer des diodes électroluminescentes organiques notamment .

## Distinctions et récompenses
- 2023 : médaille d'argent du CNRS[5],[2]
- 2021 : membre de l'Académie européenne des sciences[7]
- 2020 : prix de la division de chimie organique (DCO) de la Société chimique de France[8]
- 2013 : membre distinguée junior de la Société chimique de France[9]